# بیماری دروزیه
بیماری دروزیه (انگلیسی: Duroziez's disease) یک نوع ناهنجاری مادرزادی تنگی دریچه میترال است. این بیماری در سال ۱۸۷۷ توسط پل لوئی دروزیه توصیف شد.